# Castillo de Oshi

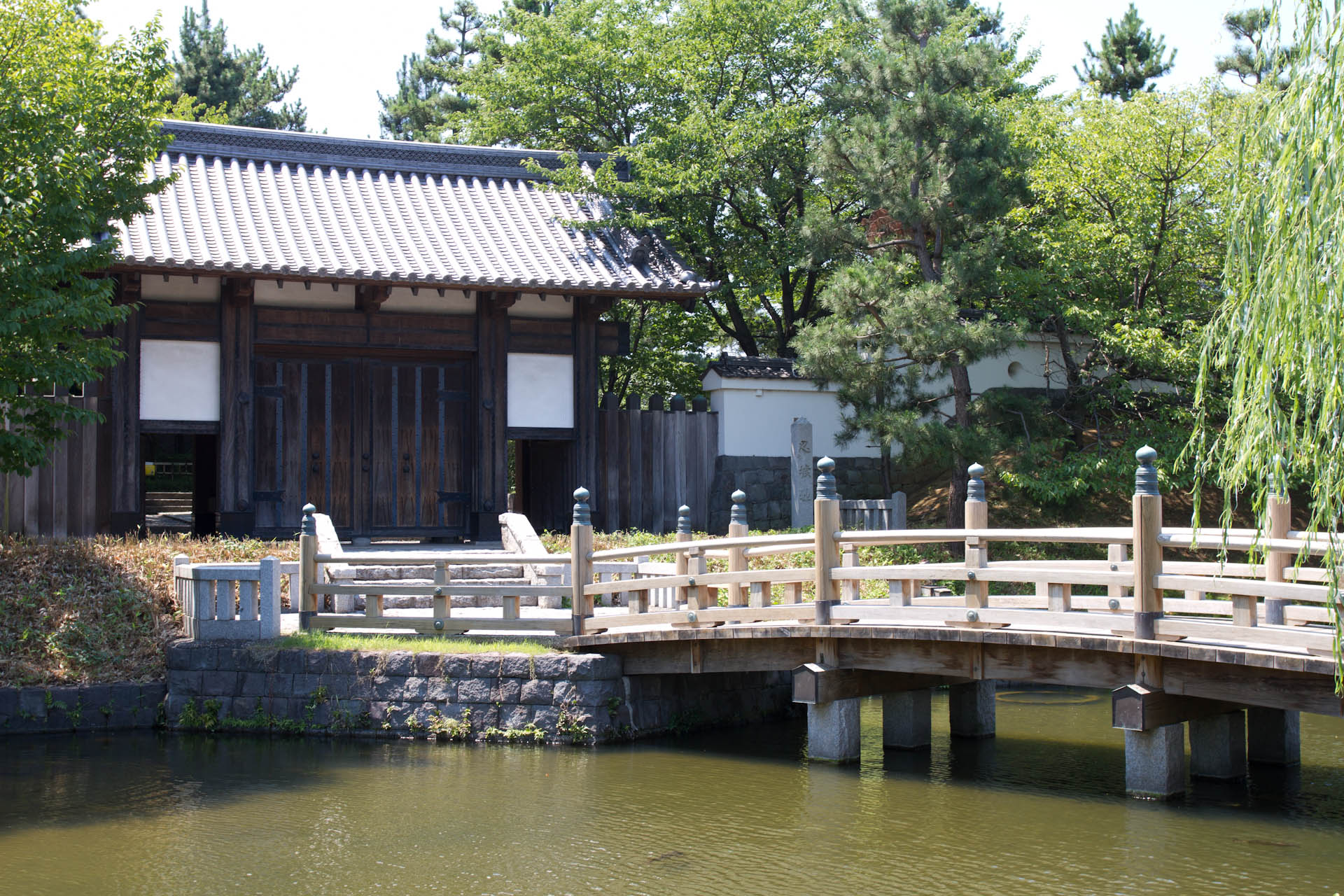
Puerta sobreviviente del Castillo de Oshi.

El Castillo de Oshi (忍城 Oshi-jō?) es un castillo japonés ubicado en Gyōda, en la Prefectura de Saitama, Japón. Durante el período Edo, el Castillo de Oshi fue el centro del Dominio Oshi, con una producción de 100,000 koku, aunque es más conocido por su asociación con el asedio de Oshi durante el final del período Sengoku. El castillo también era conocido como "Kama-jō" (亀城 Castillo Tortuga?) o "Oshi-no-uki-jō" (忍の浮き城 el Castillo Flotante de Oshi?). Fue considerado una de las siete principales fortalezas de la región de Kantō.

## Historia
El Castillo Oshi fue completado por Narita Akiyasu alrededor del año 1479. La familia Narita gobernó el área de la ciudad de Gyōda inicialmente como vasallos del clan Ogigayatsu Uesugi, quienes eran una rama del clan Uesugi. Posteriormente, cambiaron su lealtad en 1546 hacia el clan Odawara Hōjō. La ciudad alrededor del castillo fue incendiada por Uesugi Kenshin en 1574.
El castillo aprovechaba los pantanos y terrenos cenagosos de sus alrededores y se consideraba inexpugnable. En 1590, Toyotomi Hideyoshi envió a Ishida Mitsunari con un ejército de 23,000 tropas para tomar el castillo. En el asedio de Oshi, los 619 samuráis y 2000 reclutas locales del castillo resistieron numerosos ataques, incluyendo un intento de inundar a los defensores, inspirado en el famoso asedio de Takamatsu de Hideyoshi. A pesar de la impresionante construcción de 28 kilómetros de diques por Mitsunari y las lluvias torrenciales, el castillo resistió, y sus defensores solo se rindieron al recibir la noticia de que sus señores habían sido derrotados en el asedio de Odawara.
La zona pasó a estar bajo el control de Tokugawa Ieyasu, y el castillo fue reconstruido como el centro del Dominio Oshi de 100,000 koku, gobernado por una sucesión de daimyō de diversas ramas del clan Matsudaira y del clan Abe. La ciudad alrededor del castillo prosperó durante el período Edo gracias a su cercanía a la ruta Nakasendō y su ubicación en el río Tone.
Tras la Restauración Meiji, todas las estructuras del castillo fueron destruidas y su sitio se convirtió en un parque público. El actual torreón fue reconstruido en 1988 para impulsar el turismo local y funciona como el Museo de Historia Local de la Ciudad de Gyōda (行田市郷土博物館 Gyōda-shi Gōdō Hakubutsukan?).